# Straszny dwór (Jan Krenz, 1978)
Straszny dwór (Jan Krenz, 1978) – kompletne nagranie Strasznego dworu Stanisława Moniuszki zrealizowane w sali koncertowej Filharmonii Narodowej w Warszawie 17-30 sierpnia 1978. Pierwsze kompletne, czteropłytowe (płyty winylowe) wydanie ukazało się w 1981 roku nakładem Polskich Nagrań „Muza” (nr katalogowy SX 1671 – SX 1674) i zawierało wkładkę z esejem Witolda Rudzińskiego Stanisław Moniuszko i „Straszny dwór” oraz treścią opery w opracowaniu Józefa Kańskiego. W późniejszych latach nagranie doczekało się wydania na płytach CD (również na rynku zagranicznym), a wybrane fragmenty wchodziły w skład różnych kompilacji.